# Lygistopterus sanguineus
Lygistopterus sanguineus är en skalbaggsart som först beskrevs av Carl von Linné 1758.  Lygistopterus sanguineus ingår i släktet Lygistopterus, och familjen rödvingebaggar. Arten är reproducerande i Sverige.

## Bildgalleri

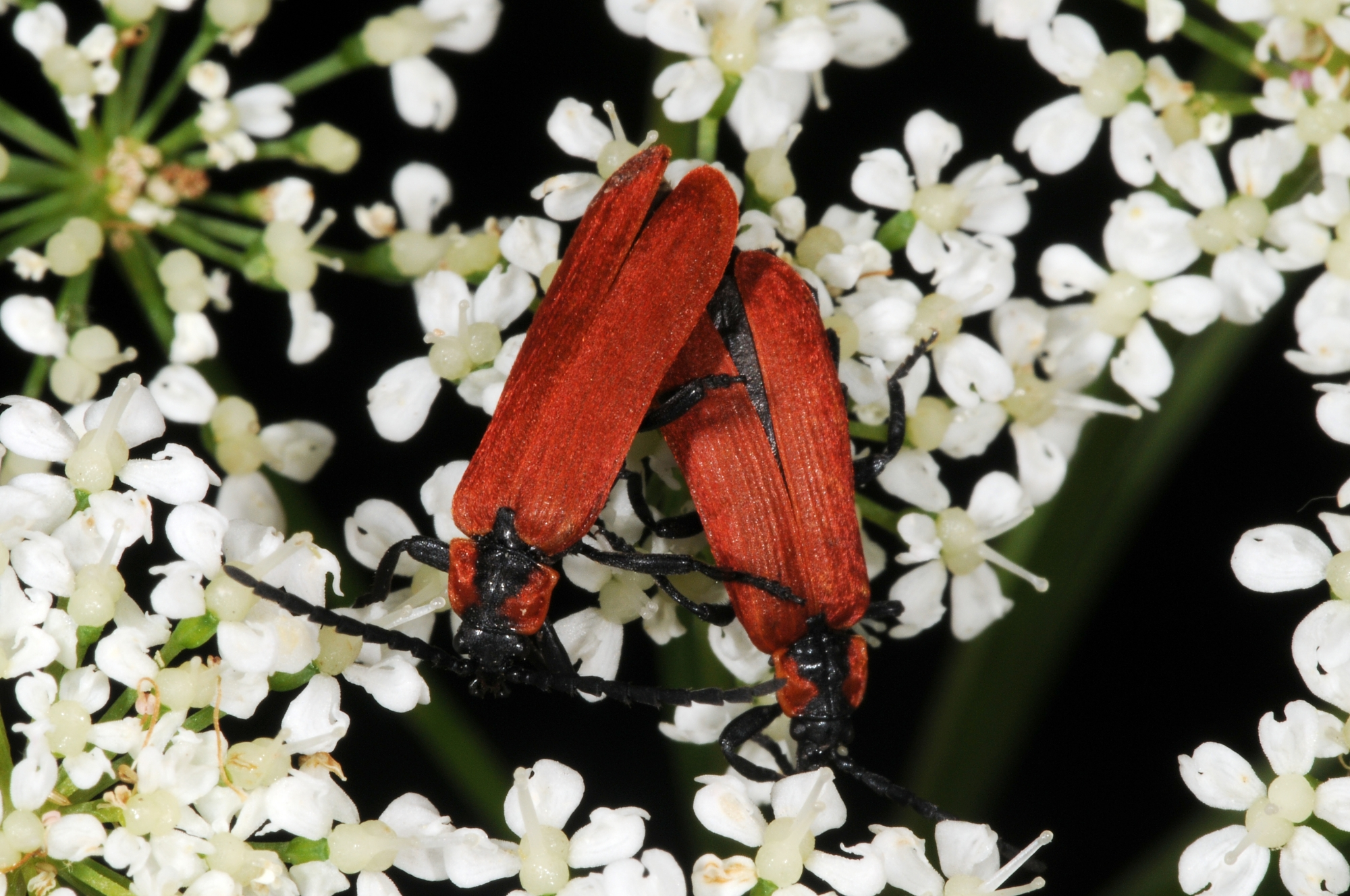
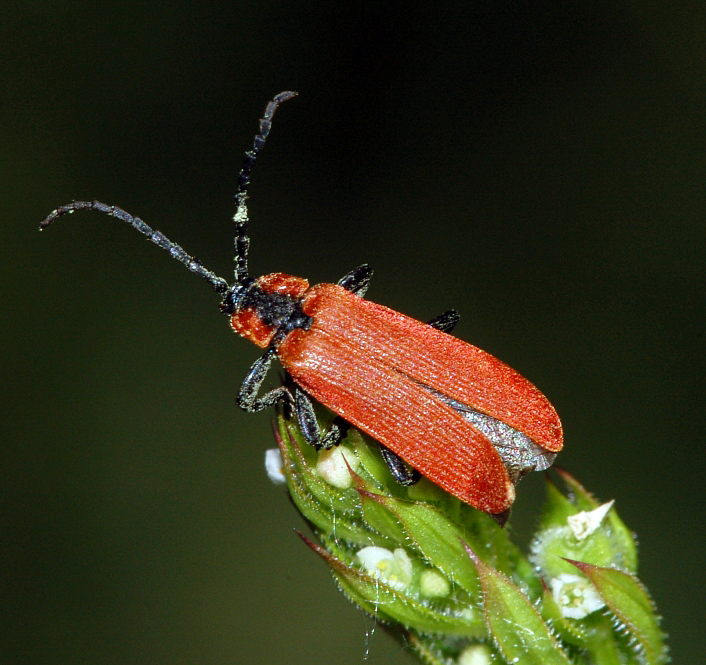